# Подгуже (Гостинінський повіт)
Подгуже (пол. Podgórze) — село в Польщі, у гміні Гостинін Гостинінського повіту Мазовецького воєводства.
Населення — 173 особи (2011).
У 1975-1998 роках село належало до Плоцького воєводства.

## Демографія
Демографічна структура станом на 31 березня 2011 року:
|          | Загалом | Допрацездатний вік | Працездатний вік | Постпрацездатний вік |
| -------- | ------- | ------------------ | ---------------- | -------------------- |
| Чоловіки | 83      | 14                 | 58               | 11                   |
| Жінки    | 90      | 17                 | 57               | 16                   |
| Разом    | 173     | 31                 | 115              | 27                   |